# ميثان
الميثان، هو مركب كيميائي له الصيغة الكيميائية CH4 (ذرة كربون واحدة مرتبطة بأربع ذرات هيدروجين). ويصنف ضمن مجموعة الهيدريد 14، وهو أبسط شكل للألكان والمكون الرئيسي للغاز الطبيعي. الميثان النقي ليس له رائحة، ولكن عند استخدامه تجاريًا يخلط بكميات ضئيلة من مركبات الكبريت ذات الرائحة المميزة مثل الإيثانول، مما يمكن من تتبع أثار الميثان في حالة حدوث تسريب.
إن الوفرة النسبية للميثان على الأرض تجعله وقودًا مهمُا اقتصاديًا، على الرغم من أن التقاطه وتخزينه يمثل تحديات تقنية بسبب حالته الغازية في ظل الظروف العادية لدرجة الحرارة والضغط. يتواجد غاز الميثان الطبيعي تحت الأرض وتحت قاع البحر وينتج عن عمليات جيولوجية وبيولوجية مختلفة. يقع أكبر خزان للميثان تحت قاع البحر على شكل هيدرات الميثان. عندما يصل الميثان إلى السطح والغلاف الجوي يُعرف باسم الميثان الجوي. منذ عام 1750 زاد تركيز غاز الميثان في الغلاف الجوي للأرض بنحو 150٪، وهو يمثل 20٪ من إجمالي التأثير الإشعاعي العالمي من جميع غازات الدفيئة والمختلطة. كما اكتُشف الميثان على كواكب أخرى، بما في ذلك المريخ مما كان له أثرٌ كبير على أبحاث علم الأحياء الفلكية.

## الخصائص والترابط
الميثان هو غاز له بنية جزيئية رباعية السطوح مع روابط كربون-هيدروجين متكافئة. يوصف هيكله الإلكتروني بأربعة مدارات جزيئية رابطة ناتجة عن تداخل مداري التكافؤ على ذرات الكربون والهيدروجين.
المدارات الجزيئية التي لها أدنى طاقة ناتجة عن تداخل المدار 2s على الكربون مع مدارات 1s على ذرات الهيدروجين الأربعة، فوق مستوى الطاقة هذا توجد مجموعة متدرجة ثلاثياً من المدارات الجزيئية التي تتضمن تداخل مدارات 2p على الكربون مع مجموعات خطية مختلفة من مدارات 1s على الهيدروجين، يتوافق مخطط الترابط الناتج مع القياسات الطيفية الكهروضوئية.
الميثان هو غاز عديم الرائحة ويبدو أنه عديم اللون، يمتص الضوء المرئي خاصة عند الطرف الأحمر من الطيف بسبب النطاقات المفرطة لكن التأثير يكون ملحوظًا فقط إذا كان مسار الضوء طويلًا جدًا، وهو ما يعطي كوكبي أورانوس ونبتون ألوانهما الزرقاء أو الخضراء المزرقة، حيث يمر الضوء عبر غلافهما الجوي المحتوي على الميثان ثم يتشتت مرة أخرى.
كإجراء احترازي للسلامة، تُضاف الروائح التي عادةً ما تحتوي على مادة ثلاثي بوتيل ثيول إلى الغاز الطبيعي المستخدم في المنازل لخلق رائحة مألوفة. تبلغ درجة غليان الميثان 161.5 درجة مئوية عند ضغط جوي واحد، وهو غاز قابل للاشتعال بتركيزات مختلفة في الهواء (5.4-17٪) عند الضغط القياسي.
هناك أشكال مختلفة من الميثان الصلب، تسعة منها معروفة حتى الآن. تبريد الميثان عند ضغط مساوي للضغط الجوي ينتج الميثان 1 . تتبلور هذه المادة في النظام المكعب (زمرة فراغية Fm3m). يحتوي الميثان I على مواقع ذرات هيدروجين غير ثابتة، مما يسمح لجزيئات الميثان بالدوران بحرية، لذا فهي تعتبر بلورات بلاستيكية.

## التحضير
يحضر من تفاعل الماء مع كربيد الالمونيم
{\displaystyle {\ce {Al4C3 + 12H2O -> 4 Al(OH)3 + 3 CH4}}}
يحضر من تفاعل كربون ثنائي كبريتيد و الكبريت الهيدروجين و النحاس
{\displaystyle {\ce {CS2 + 2 H2S + 8 Cu -> CH4 + 4Cu2S}}}
يحضر ملح ايثانوات البوتاسيوم من تفاعل ثلاثى كلوروايثان مع هيدروكسيد البوتاسيوم 
{\displaystyle {\ce {CH3CHCl3 + KOH -> CH3COOK}}}
يحضر من تفاعل نزع مجموعة كربوكسيل من ملح الحمض (ايثانوات الصوديوم)
{\displaystyle {\ce {CH3COONa + NaOH ->[{heat}] CH4 + NaCO3}}}
{\displaystyle {\ce {CH3COOK + KOH ->[{heat}] CH4 + KCO3}}}

## التفاعلات الكيميائية
التفاعلات الكيميائية الأولية للميثان هي الاحتراق وإصلاح البخار إلى غاز الاصطناع والهلجنة. بشكل عام من الصعب التحكم في تفاعلات الميثان.

### الأكسدة الانتقائية
من الصعب أكسدة الميثان جزئيًا لتحويله إلى ميثانول (وهو وقود سائل أكثر ملاءمة)، لأن التفاعل عادة ما يستمر إلى حين تكون ثاني أكسيد الكربون والماء حتى في حالة عدم وجود ما يكفي من الأكسجين. يعمل إنزيم الميثان أحادي أوكسيجيناز على إنتاج الميثانول من الميثان، ولكن لا يمكن استخدامه للتفاعلات على نطاق صناعي. حدثت بعض التطورات في كل من الأنظمة المحفزة غير المتجانسة والمتجانسة، ولكن لا زال لكل منها عيوب كبيرة. تعمل هذه الأنظمة بشكل عام عن طريق توليد منتجات محمية من الأكسدة الزائدة، ومن الأمثلة على ذلك نظام كاتاليتيكا، والزيوليت النحاسي، والزيوليت الحديدي الذي يعمل على تثبيت موقع تفاعل ألفا-أكسجين النشط، في حالة عدم وجود الأكسجين، تعمل أحد أنواع البكتيريا على تحفيز ما يسمى بـ الأكسدة اللاهوائية للميثان باستخدام النتريت كعامل مؤكسد.

### التفاعلات الحمضية والقاعدية
الميثان حمض ضعيف للغاية مثل الهيدروكربونات الأخرى. يقدر أن ثابت تفكك الحمض في ثنائي ميثيل السلفوكسيد هو 56. ولا يمكن فصله في المحلول، لكن الحمض المرافق معروف في أشكال مثل ميثيل الليثيوم.
لوحظت مجموعة متنوعة من الأيونات الموجبة المشتقة من الميثان، ومعظمها من الأنواع غير المستقرة في مخاليط الغاز منخفضة الضغط. وتشمل هذه الميثينيوم أو الميثيل الموجب CH3+، الميثيل الموجب CH4+، الميثانيوم أو الميثيل الموجب CH5+، أكتشف بعض هذه العناصر في الفضاء الخارجي. يمكن أيضًا إنتاج الميثانيوم كمحلول مخفف من الميثان مع الأحماض الفائقة. الكاتيونات ذات الشحنة الأعلى مثل CH62+ (CH73+) تمت دراستها نظريًا ويُعتقد أنها مستقرة.
على الرغم من قوة روابط الهيروجين-الأكسجين، إلا أن هناك اهتمامًا شديدًا بالمحفزات التي تسهل تنشيط رابطة الهيروجين-الأكسجين في الميثان (والألكانات الأخرى ذات الأرقام المنخفضة).

### الاحتراق

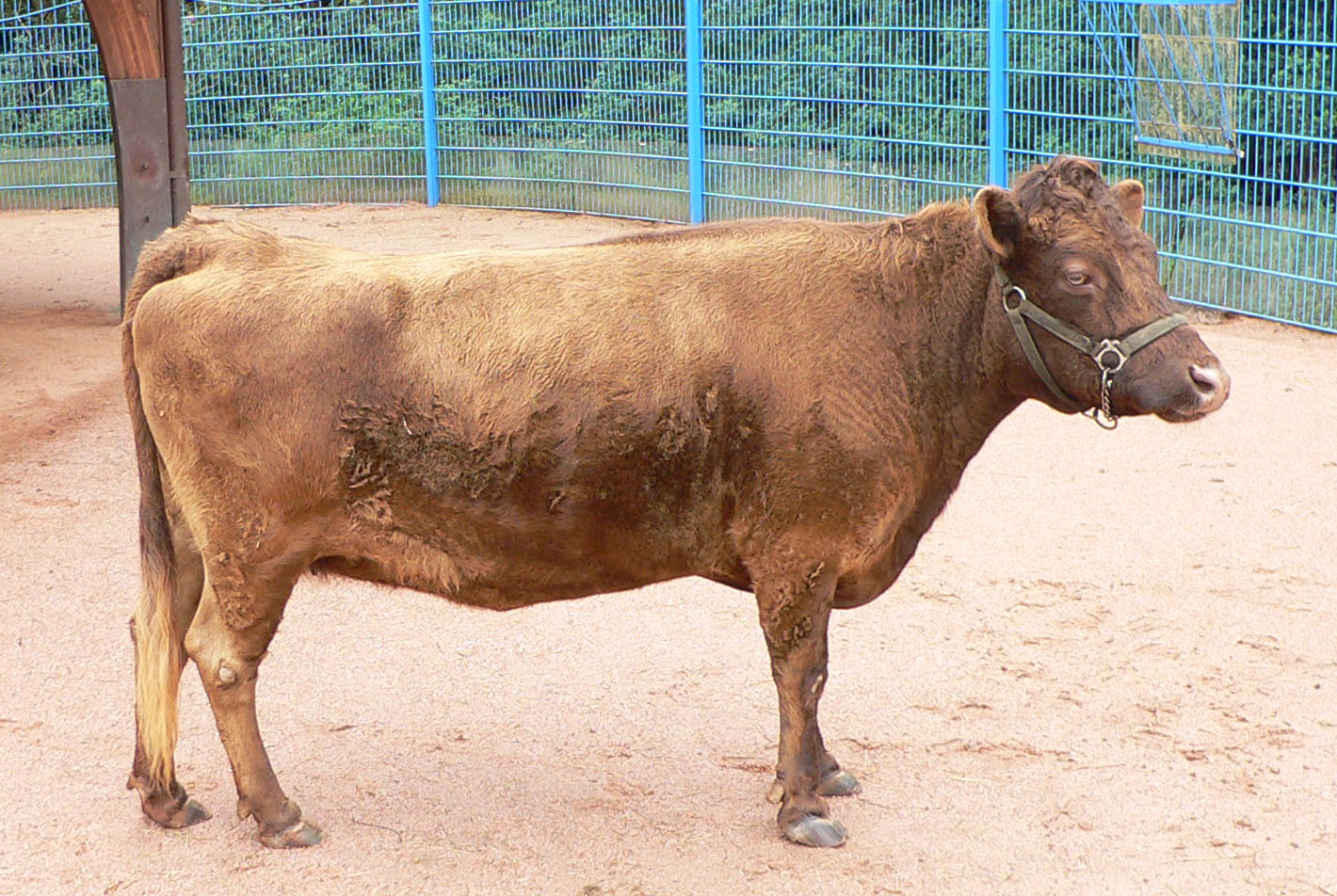
تمثل عمليات الهضم في الحيوانات 17% من انبعاثات الميثان

تبلغ حرارة احتراق الميثان 55.5 ميجا جول / كجم. احتراق الميثان هو تفاعل متعدد الخطوات يتلخص كالتالي:
CH4 + 2O2 → CO2 + 2H2O (ΔH = −891 k J / mol ، في الظروف القياسية)
كيمياء بيترز المكونة من أربع خطوات هي كيمياء مختصرة منهجية من أربع خطوات تشرح احتراق الميثان.
يوجد عديد من الخطوات عند احتراق الميثان: يتحول الميثان إلى الجذر ميثيل CH3، والذي يتحول إلى فورمالدهيد (HCHO أو H2CO). ويتحول الفورمالدهيد إلى الجذر فورمال HCO، والذي بدوره يكون أول أكسيد الكربون CO. وهذه العملية يطلق عليها تحلل حراري تأكسدي:
CH4 + O2 → CO + H2 + H2O
بعد عملية انحلال حراري تاكسدية يتأكسد H2 مشكلاً H2O، ويطلق حرارة. ويحدث هذا بسرعة جدا، في وقت أقل من ميلي ثانية.
H2 + ½ O2 → H2O
وأخيرا، يتأكسد CO ليكون CO2 وينطلق مزيد من الحرارة. وهذه العملية أبطأ الخطوات وتحتاج بضع ميلي ثواني لتكتمل:
CO + ½ O2 → CO2

### تفاعلات الميثان الجذرية

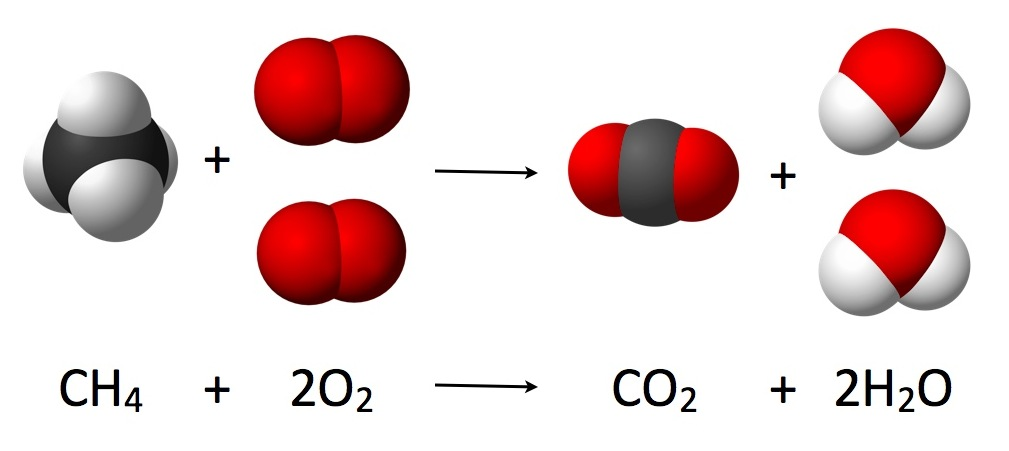
تفاعل احتراق الميثان؛ حيث توجد 4 ذرات هيدروجين و4 ذرات أكسجين و1 ذرة كربون قبل التفاعل وبعده. الكتلة الكلية بعد التفاعل هي نفسها التي كانت قبل التفاعل.

في الظروف المناسبة، يتفاعل الميثان مع جذور الهالوجين على النحو التالي:
X• + CH4 → HX + CH3•
CH3• + X2 → CH3X + X•
حيث X عبارة عن هالوجين: الفلور (F) أو الكلور (Cl) أو البروم (Br) أو اليود (I). تسمى الآلية لهذه العملية بهلجنة الجذور الحرة. تبدأ العملية عندما تنتج الأشعة فوق البنفسجية أو أي بادئ جذري آخر (مثل البيروكسيد) ذرة هالوجين. يتبع ذلك تفاعل تسلسلي من خطوتين تزيل فيه ذرة الهالوجين ذرة هيدروجين من جزيء ميثان، مما يؤدي إلى تكوين جزيء هاليد الهيدروجين وجذر الميثيل (CH3 •). يتفاعل جذر الميثيل بعد ذلك مع جزيء الهالوجين لتكوين جزيء هالوميثان مع وجود ذرة هالوجين جديدة كمنتج ثانوي. يمكن أن تحدث تفاعلات مماثلة على النواتج المهلجنة مما يؤدي إلى استبدال ذرات الهيدروجين الإضافية بواسطة ذرات الهالوجين مع هياكل ثنائي هالو ميثان وثلاثي هالو الميثان وفي النهاية رباعي هالو الميثان اعتمادًا على ظروف التفاعل ونسبة الهالوجين إلى الميثان.

### تنشيط الهيدروجين
إن الرابطة التساهمية القوية بين الكربون-الهيدروجين في الميثان هي واحدة من أقوى الروابط الهيديروجينية، وعلى ذلك فإن استخدامها كمادة اولية في صناعة البتروكيمياويات محدود. ولايزال البحث جاريا عن عامل حفز مناسب لتكسير الرابطة بين C-H في الميثان والألكانات المنخفضة الأخرى.

### الهلجنة
يتفاعل الميثان مع الهالوجينات المختلفة حسب المعادلة العامة:
CH4 + X2 → CH3X + HX
ولكن ذلك في الضوء الشمس غير المباشر ويكون هذا التفاعل تفاعل استبدال